# Peter Houseman
Peter Houseman (24. prosince 1945, Battersea – 20. března 1977, Oxford) byl anglický fotbalový záložník.

## Fotbalová kariéra
Ve anglické nejvyšší soutěži hrál v letech 1963-1975 za Chelsea FC. Dále hrál v druhé a třetí nejvyšší anglické soutěži za Oxford United FC, nastoupil v 65 ligových utkáních a dal 2 góly. V roce 1970 vyhrál s Chelsea Anglický pohár. V Poháru vítězů poháru nastoupil v 11 utkáních a dal 4 góly a v Poháru UEFA nastoupil ve 4 utkáních a dal 1 gól. V roce 1971 vyhrál s Chelsea Pohár vítězů pohárů.

## Ligová bilance
| Ročník                                  | Zápasy | Góly | Klub             |
| --------------------------------------- | ------ | ---- | ---------------- |
| Football League First Division 1963/64  | 4      | 1    | Chelsea FC       |
| Football League First Division 1964/65  | 9      | 1    | Chelsea FC       |
| Football League First Division 1965/66  | 10     | 0    | Chelsea FC       |
| Football League First Division 1966/67  | 18     | 1    | Chelsea FC       |
| Football League First Division 1967/68  | 20     | 3    | Chelsea FC       |
| Football League First Division 1968/69  | 32     | 3    | Chelsea FC       |
| Football League First Division 1969/70  | 42     | 3    | Chelsea FC       |
| Football League First Division 1970/71  | 37     | 2    | Chelsea FC       |
| Football League First Division 1971/72  | 27     | 1    | Chelsea FC       |
| Football League First Division 1972/73  | 20     | 2    | Chelsea FC       |
| Football League First Division 1973/74  | 24     | 2    | Chelsea FC       |
| Football League First Division 1974/75  | 23     | 1    | Chelsea FC       |
| Football League Second Division 1975/76 | -      | -    | Oxford United FC |
| Football League Third Division 1975/76  | -      | -    | Oxford United FC |
| CELKEM Football League First Division   | 266    | 20   |                  |